# Muchovník Lamarckův

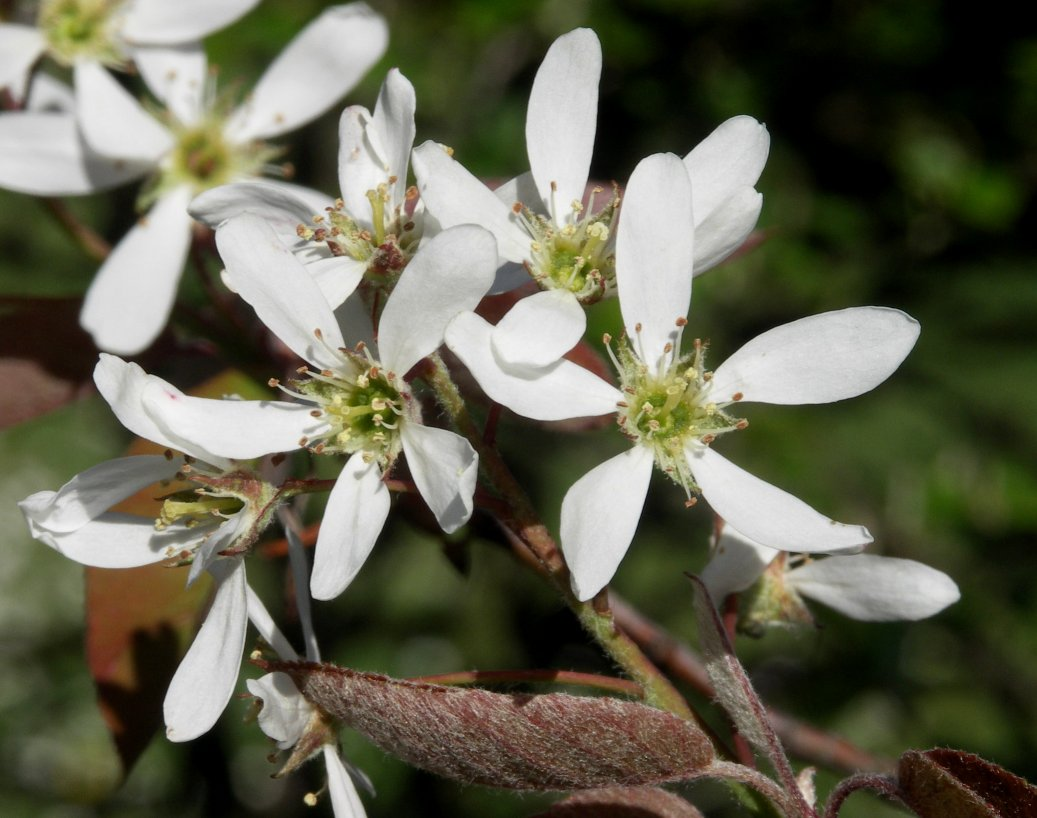
Muchovník Lamarckův, květy

Muchovník Lamarckův (Amelanchier × lamarcki) je keř nebo malý opadavý strom z čeledi růžovitých. Jde o křížence velmi široce pěstovaného v Evropě, kde je pěstován od 17. století. Jde o apomiktický druh, pravděpodobně hybridního původu. Je ozdobný květy, plody jsou jedlé. Je znám též jako indiánská borůvka.

## Původ
Je uváděn jako kříženec Amelanchier laevis a Amelanchier arborea nebo Amelanchier canadensis. Ačkoliv je druh muchovník Lamarckův široce známý ze Severní Ameriky, pravděpodobně z východní Kanady, není známo, že by se přirozeně vyskytoval v Severní Americe někde ve volné přírodě.

## Popis
Muchovník Lamarckův je rostlina, opadavá listnatá dřevina, vyšší olistěním řídký, nepravidelně a hustě zavětvený keř, nebo malý strom, dorůstá výšky 2–6m. Dřevina je nápadná výraznými bílými květy v dubnu až květnu. Listy jsou oválné, až 8 cm velké. Na podzim listy mění barvu na sytě růžovou až zářivě červenou. Modré plody jsou podobné borůvkám. Mají cca 1 cm v průměru, temně modrofialovou barvu, zrají již na začátku léta a mají sladkou chuť.

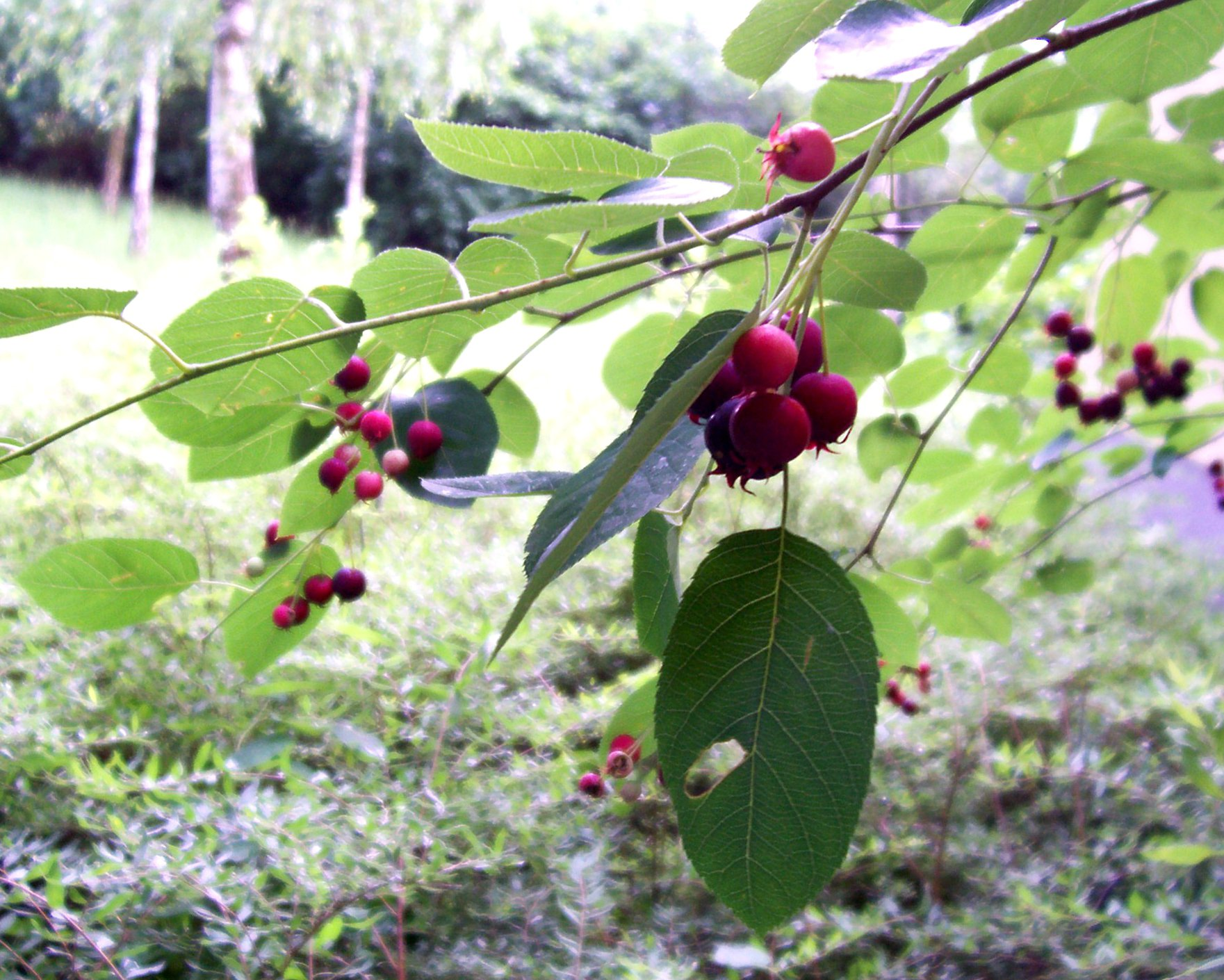
Plody

## Možnost záměny
Lze jej zaměnit s jiným druhem muchovníku. Podobným, v ČR původním druhem je A. ovalis, který má také výborné jedlé plody ve shlucích, ozdobné květy a dobře snáší vápenité půdy.

## Pěstování
Preferuje propustnou živnou vlhkou půdu spíše s nízkým obsahem vápníku. Teplotní podmínky v ČR snáší dobře. Snáší rovněž dočasné přemokření, stejně jako dočasné sucho. Pokud je silné sucho během tvoření plodů, mohou být plody drobné nebo opadávat. Druh je samosprašný a škůdci v ČR netrpí.

## Použití
Druh je používán jako ovocná dřevina pro plody a okrasná dřevina pro výrazné kvetení a podzimní zbarvení. Plody konzumují ptáci.